# Ahmad Badawi

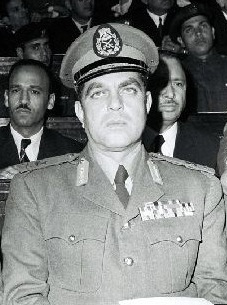
Ahmad Badawi

Ahmad Badawi (arabisch أحمد بدوي سيد أحمد, DMG Aḥmad Badawiyy Sayyid Aḥmad; * 3. April 1927 in Alexandria; † 2. März 1981 in der Nähe der Oase Siwa) war als ägyptischer Feldmarschall ein Kommandeur der Streitkräfte und Minister für Verteidigung.

## Leben
1948 schloss er sein Studium an der Militärakademie in Kairo ab und wurde im Palästinakrieg in Rafah, Gaza und Aschkelon eingesetzt.
Anschließend lehrte er an der Militärakademie in Kairo. Von 1958 bis 1961 studierte er an der Frunse-Militärakademie.
Nach dem Sechstagekrieg wurde er in den Ruhestand versetzt. In den Streitkräften Ägyptens wurde nach Schuldigen für die Niederlage auch in der Abschlussklasse der Militärakademie von Shamseddin Badran, zu der auch Badawi gehörte, gesucht. Ahmad Badawi studierte in dieser Zeit bis 1974 Bachelor Betriebswirtschaft an der Ain Shams University.
Im Mai 1971 unter Anwar as-Sadat wurde Ahmad Badawi reaktiviert und lehrte ab 1972 wieder an der Militärakademie in Kairo. 1973 erhielt er den Befehl über eine motorisierte Infanterie-Division.
Im Jom-Kippur-Krieg war die von ihm befehligte dritte Feld Armee Divisionen südlich von Sues stationiert und wehrte einen Angriff auf Sues ab. Nach dem Übersetzen über den Sueskanal hatten seine Division Anfangserfolge und konnte schließlich auch das Ostufer des Sueskanals halten. Am 13. Dezember 1973 wurde er zum Generalmajor befördert.
Am 25. Juni 1978 wurde Ahmad Badawi die Leitung der Ausbildung der Streitkräfte Ägyptens übertragen. Er war als Stabschef der Streitkräfte und am 4. Oktober 1978 wurde er stellvertretender Generalsekretär für militärische Angelegenheiten bei der Arabischen Liga.

## Hubschrauberabsturz
Am 2. März 1981 stürzte ein Hubschrauber mit wesentlichen Teilen des ägyptischen Generalstabes ab.
1. Generalmajor Salah Qasim, Chef des Stabes der Militärregion West
2. Generalmajor Ali Faik, Patient Befehlshaber der Militärregion West
3. General Jalal, Geheimnis Leiter der Technikabteilung der Streitkräfte
4. Generalmajor Ahmed Fouad
5. Generalmajor Mansour Attia, Chef der Logistik
6. Generalmajor Mohamed Heshmat Gado, Chef der Ausbildung
7. Generalmajor Mohammed Ahmed al-Maghrabi, stellvertretender Leiter der Verwaltung
8. Generalmajor Fawzi
9. Generalmajor Mohammed Hassan
10. Leiter des Generalstabes Ammar Mohammed Al Saadi, operativer Leiter der Streitkräfte
11. Quartiermeister des Generalstabes Mohamed Ahmed Wahby, Leiter der Verwaltung des Verteidigungsministeriums
12. Oberst Abbas Musharraf
13. Oberst Majid Mandour

Der Passagierraum war hermetisch geschlossen, den Absturz überlebten vier Besatzungsmitglieder und die Sekretärin von Badawi. Der Nachfolger im Amt des ägyptischen Verteidigungsministers war zur Zeit des Absturzes Militärattaché in Washington.